# Combronde
Combronde est une commune française située dans le département du Puy-de-Dôme, en région Auvergne-Rhône-Alpes. Elle fait partie de l'aire d'attraction de Clermont-Ferrand.

## Géographie

### Localisation
Combronde est située au nord du département du Puy-de-Dôme.
Sept communes sont limitrophes :
| Montcel                    | Jozerand  | Artonne           |
| Charbonnières-les-Vieilles | Combronde | Saint-Myon        |
| Teilhède                   |           | Beauregard-Vendon |

### Voies de communication et transports
La commune est traversée par la route départementale 2144, anciennement route nationale 144, sur l'axe Montluçon – Riom, à 12 km de cette dernière.
La bifurcation entre les autoroutes A71 et A89, située au sud-est de la commune, est nommée la bifurcation de Combronde. Ces autoroutes sont accessibles depuis la sortie 12.1 de l'A71.
Elle est aussi desservie par d'autres routes départementales :
- la D 19, reliant l'échangeur 12.1 de l'autoroute et la D 2144 à Charbonnières-les-Vieilles et Saint-Georges-de-Mons ; elle comprend une antenne créée à la suite de la création de la déviation nord (qui prend le nom de D 19), la D 19d ;
- la D 122, reliant la D 19 sur le contournement, à Montcel ; elle comprend deux antennes : la D 122a desservant le lieu-dit des Jouffrets et la D 122d reliant la D 2144 au contournement ;
- la D 223, reliant les D 2144 et 19d à Aigueperse ; elle comprend une antenne : la D 223a, reliant Petit Combronde au carrefour giratoire de l'accès à l'autoroute ;
- la D 412 vers Teilhède.

### Climat
Pour des articles plus généraux, voir Climat d'Auvergne-Rhône-Alpes et Climat du Puy-de-Dôme.
En 2010, le climat de la commune est de type climat océanique dégradé des plaines du Centre et du Nord, selon une étude du Centre national de la recherche scientifique s'appuyant sur une série de données couvrant la période 1971-2000. En 2020, Météo-France publie une typologie des climats de la France métropolitaine dans laquelle la commune est exposée à un climat de montagne ou de marges de montagne et est dans la région climatique Nord-est du Massif Central, caractérisée par une pluviométrie annuelle de 800 à 1 200 mm, bien répartie dans l’année.
Pour la période 1971-2000, la température annuelle moyenne est de 10,8 °C, avec une amplitude thermique annuelle de 16,2 °C. Le cumul annuel moyen de précipitations est de 719 mm, avec 9,4 jours de précipitations en janvier et 6,8 jours en juillet. Pour la période 1991-2020, la température moyenne annuelle observée sur la station météorologique de Météo-France la plus proche, « Charmes_sapc », sur la commune de Charmes à 17 km à vol d'oiseau, est de 11,9 °C et le cumul annuel moyen de précipitations est de 675,4 mm,. Pour l'avenir, les paramètres climatiques de la commune estimés pour 2050 selon différents scénarios d'émission de gaz à effet de serre sont consultables sur un site dédié publié par Météo-France en novembre 2022.

## Urbanisme

### Typologie
Au 1er janvier 2024, Combronde est catégorisée bourg rural, selon la nouvelle grille communale de densité à sept niveaux définie par l'Insee en 2022.
Elle est située hors unité urbaine. Par ailleurs la commune fait partie de l'aire d'attraction de Clermont-Ferrand, dont elle est une commune de la couronne,. Cette aire, qui regroupe 209 communes, est catégorisée dans les aires de 200 000 à moins de 700 000 habitants,.

### Occupation des sols
L'occupation des sols de la commune, telle qu'elle ressort de la base de données européenne d’occupation biophysique des sols Corine Land Cover (CLC), est marquée par l'importance des territoires agricoles (61,3 % en 2018), en diminution par rapport à 1990 (65,7 %). La répartition détaillée en 2018 est la suivante : forêts (28,6 %), terres arables (21,7 %), zones agricoles hétérogènes (20,8 %), prairies (18,8 %), zones urbanisées (6,8 %), zones industrielles ou commerciales et réseaux de communication (3,3 %). L'évolution de l’occupation des sols de la commune et de ses infrastructures peut être observée sur les différentes représentations cartographiques du territoire : la carte de Cassini (XVIIIe siècle), la carte d'état-major (1820-1866) et les cartes ou photos aériennes de l'IGN pour la période actuelle (1950 à aujourd'hui).

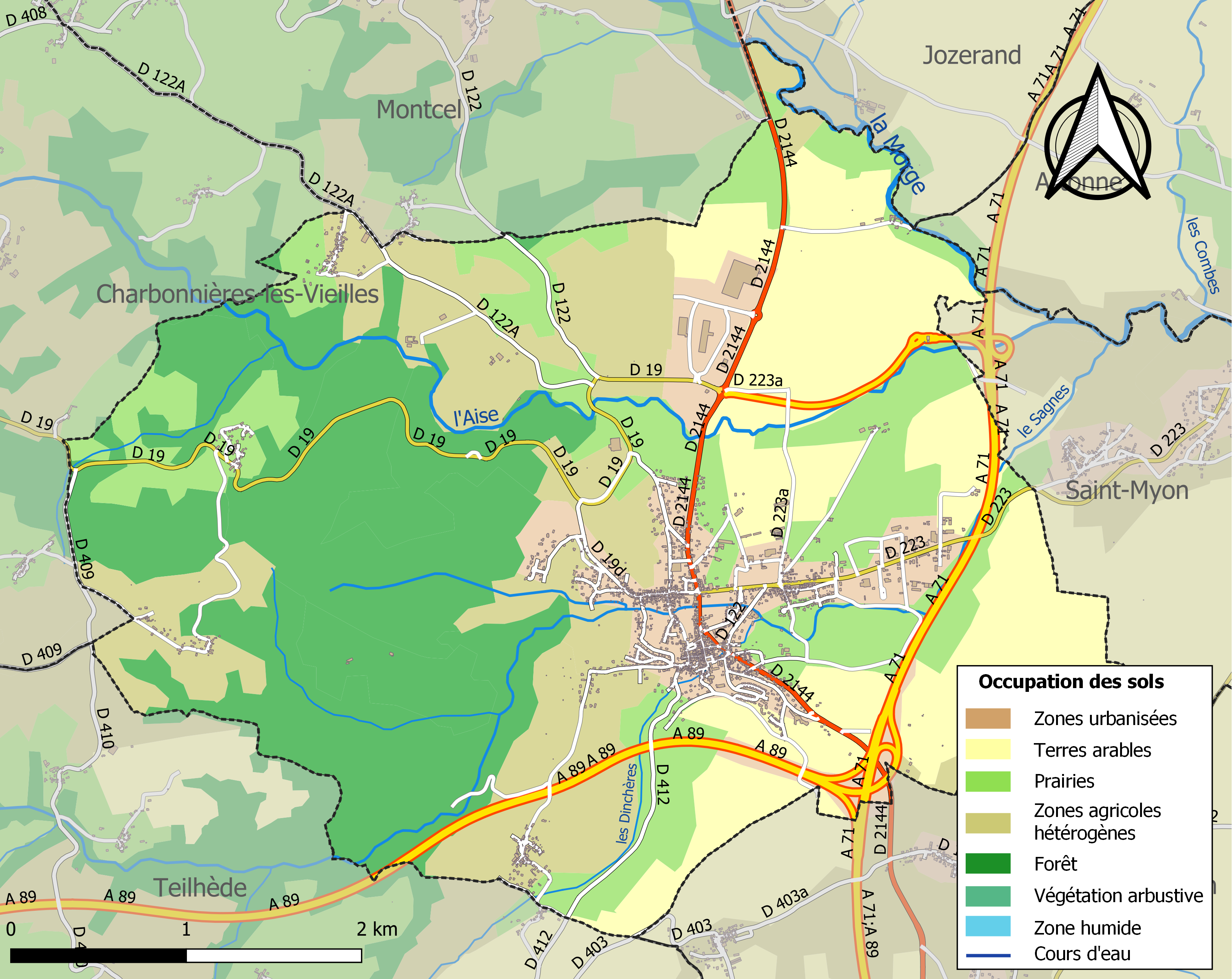
Carte des infrastructures et de l'occupation des sols de la commune en 2018 (CLC).

## Toponymie
L'origine du mot Combronde viendrait du vieux français combre, qui serait dérivé du gaulois comboros, confluent des deux ruissaux des Buchailles et des Dunchères. Le nom de Combronde est citée sous la forme Combronita au VIIIe siècle. Dès le milieu du Moyen Âge, la forme Combronde est déjà installée.
Le nom occitan est donc le même qu'en français : Combronde.

## Histoire
Grégoire de Tours parle à deux reprises du monasterium canbidobrense fondé vers 506, le siècle suivant le comte Genès en se retirant du monde se serait installé à Chavanon.
Dans le « Dictionnaire géographique portatif » des Libraires associés de Paris de 1784, vu par le censeur royal Riballier, il est dit peu de choses sinon que Combronde fut à l'origine oppidum candidobrinse et que pour l'heure c'est un marquisat. En effet, Combronde était une baronnie érigée en marquisat en mai 1637 en faveur de René du Puy-du-Fou (René II du Puy du Fou, 1595-1642, qu'on retrouvera ci-dessous).
Combronde appartenait aux comptours d'Apchon aux XIIe – XIIIe siècles, puis passa à une branche cadette des dauphins d'Auvergne par le mariage d'Almodie d'Apchon dame de Combronde, fille du comptour Etienne (1258-1322), avec Robert Ier Dauphin de Saint-Ilpize et de Jaligny-sur-Besbre (1290-1330), fils cadet du dauphin Robert III. On suivra à l'article Jaligny les méandres de la succession de Combronde parmi les familles delphinale, de L'Espinasse (Saint-Forgeux, Saint-Germain, Noailly), d'Amboise de Ravel (cf. Antoinette d'Amboise, dame de Chaumont, 1495-1552), de La Rochefoucauld-Barbezieux, et du Puy du Fou. Notamment, Catherine (vers 1528-1577), fille d'Antoine de La Rochefoucauld-Barbezieux — fils cadet de François Ier de La Rochefoucauld — et d'Antoinette de Chaumont d'Amboise, épouse 1° 1545 Charles de Chabannes fils du maréchal de La Palice (d'où la succession de La Palisse et Jaligny), puis 2° 1559 René Ier du Puy-du-Fou : parents entre autres enfants de Gilbert le Jeune du Puy-du-Fou, † 1609, dont le frère, autre Gilbert du Puy-du-Fou dit l'Aîné (1558 - 1597), continue les dauphins de Combronde en mariant Philippe/Philippa de Champagne dame de Parcé, Avoise et Pescheseul, fille de Philippe Ier de Châteaubriant des Roches-Baritaut comte de Grassay.
Remarquons en passant qu'une part secondaire de la seigneurie de Combronde échut à une fille cadette de Catherine de La Rochefoucauld-Barbezieux et Charles de Chabannes : Marie de Chabannes (dont la sœur aînée Eléonore de Chabannes reçut La Palice et Jaligny), épouse de Jean II de Langeac, et mère de Françoise de Langeac qui convola avec son cousin Jacques de La Rochefoucauld-Barbezieux baron de Chaumont-sur-Loire et Saint-Ilpize, petit-fils d'Antoinette d'Amboise-Chaumont et d'Antoine de La Rochefoucauld-Barbezieux, et neveu de Catherine de La Rochefoucauld ; une de leurs filles, Isabelle-Gabrielle de La Rochefoucauld, dame en partie de Combronde, fut l'épouse de 1° Pierre-Jean du Quesnel de Coupigny (en Normandie ; à Heubécourt ?) de Saint-Just (postérité) et 2° Louis d'Urgel de Saint-Priest.
Pour revenir à la seigneurie principale de Combronde, le fils de Gilbert l'Aîné et Philippe de Châteaubriand est René II du Puy-du-Fou (1595-1642), évoqué plus haut, père du dauphin-marquis de Combronde Gabriel du Puy-du-Fou, lui-même époux en 1635 de Madeleine de Bellièvre, fille de Nicolas de Bellièvre et de Claude Brulart, fille du chancelier Nicolas Brulart de Sillery, d'où Madeleine du Puy-du-Fou (1637-1717) qui se marie en 1657 avec Gaston Jean-Baptiste de Lévis-Mirepoix (1636-1687) : postérité, dont leur petit-fils le maréchal Gaston Pierre.
Mais cette postérité n'eut pas Combronde : sur Gabriel ou sa fille Madeleine du Puy-du-Fou, le marquisat de Combronde fut acquis par Jean de Brion, conseiller au Parlement de Paris en 1654, † 1684, époux en 1658 d'Anne-Marie de La Barde de Marolles de Motteux : d'où leur fille Antoinette de La Barde-Brion (1672-1747), femme (x 1692) sans postérité de Charles Amelot (1644-1726). Puis Combronde est légué par testament à Jean-Jacques Amelot de Chaillou(x) (né en 1689 et mort le 7 mai 1749), arrière-cousin de Charles Amelot et père d'Antoine-Jean Amelot de Chaillou (1732-1795), parlementaire, intendant de La Rochelle, ministre d'État aux Affaires étrangères en 1737-44, académicien français, baron de Châtillon-sur-Indre (cf. Louis Chasot de Nantigny, Tablettes historiques, généalogiques et chronologiques ; ouvrage vérifié par Louis Pierre d'Hozier, juge d'armes de France et généalogiste du roi, qui rédigea avec son fils Antoine Marie d'Hozier de Sérigny, l'Armorial de France entre 1738 et 1786).
Enfin Combronde est vendu en 1764 par Antoine-Jean Amelot à Gilbert François de Capponi (1730-1788), major général de la Martinique, qui fut le dernier marquis de Combronde.
Au renvoi de Turgot Nicolas Baudeau, chanoine théologien et économiste fut exilé quelques mois à Combronde.
A la révolution la veuve de Gilbert François de Capponi s'enfuit, ses biens sont confisqués et mis en vente aux enchères.
Il y a une « société des amis de la Constitution » après la fuite du roi cette société demande que le roi soit mis en jugement.

## Politique et administration

### Découpage territorial
La commune de Combronde est membre de la communauté de communes Combrailles Sioule et Morge, un établissement public de coopération intercommunale (EPCI) à fiscalité propre créé le 1er janvier 2017 dont le siège est à Manzat. Ce dernier est par ailleurs membre d'autres groupements intercommunaux. Jusqu'en 2016, elle était le siège de la communauté de communes des Côtes de Combrailles.
Sur le plan administratif, elle est rattachée à l'arrondissement de Riom, à la circonscription administrative de l'État du Puy-de-Dôme et à la région Auvergne-Rhône-Alpes. Jusqu'en mars 2015, elle était chef-lieu de canton.
Sur le plan électoral, elle dépend du canton de Saint-Georges-de-Mons pour l'élection des conseillers départementaux, depuis le redécoupage cantonal de 2014 entré en vigueur en 2015, et de la deuxième circonscription du Puy-de-Dôme pour les élections législatives, depuis le dernier découpage électoral de 2010 (sixième circonscription avant 2010).

### Élections municipales et communautaires

#### Élections de 2020
Le conseil municipal de Combronde, commune de plus de 1 000 habitants, est élu au scrutin proportionnel de liste à deux tours (sans aucune modification possible de la liste), pour un mandat de six ans renouvelable. Compte tenu de la population communale, le nombre de sièges à pourvoir lors des élections municipales de 2020 est de 19. Les dix-neuf conseillers municipaux sont élus au premier tour, le 15 mars 2020, avec un taux de participation de 51,33 %, se répartissant en : dix-sept sièges issus de la liste d'Alain Espagnol et deux sièges issus de la liste de Patrick Laparrat.
Les cinq sièges attribués à la commune au sein du conseil communautaire de la communauté de communes Combrailles Sioule et Morge sont issus de la liste d'Alain Espagnol.

#### Chronologie des maires
| Période                                  | Période                   | Identité         | Étiquette | Qualité                      |
| ---------------------------------------- | ------------------------- | ---------------- | --------- | ---------------------------- |
| Les données manquantes sont à compléter. |                           |                  |           |                              |
| mars 1971                                | mars 1983                 | Robert Mansat    | PS        | Instituteur                  |
| mars 1983                                | octobre 1986              | Lucy Borot       | SE        | Pharmacien                   |
| octobre 1986                             | mars 2001                 | Yvan Delaspre    | UDF       | Chef d'entreprise            |
| mars 2001                                | mars 2008                 | Raoul Lanore     | SE        |                              |
| mars 2008                                | 5 mars 2010               | Thierry Onzon    | SE        | Sapeur-pompier professionnel |
| 25 mars 2010                             | 25 mai 2020               | Bernard Lambert, | SE-DVG    | Cadre commercial             |
| 25 mai 2020                              | En cours (au 27 mai 2020) | Alain Espagnol   | SE        | Gérant commerce de gros      |

## Population et société

### Démographie
L'évolution du nombre d'habitants est connue à travers les recensements de la population effectués dans la commune depuis 1793. Pour les communes de moins de 10 000 habitants, une enquête de recensement portant sur toute la population est réalisée tous les cinq ans, les populations de référence des années intermédiaires étant quant à elles estimées par interpolation ou extrapolation. Pour la commune, le premier recensement exhaustif entrant dans le cadre du nouveau dispositif a été réalisé en 2005.

En 2022, la commune comptait 2 142 habitants, en évolution de −1,83 % par rapport à 2016 (Puy-de-Dôme : +2,1 %, France hors Mayotte : +2,11 %).
| 1793  | 1800  | 1806  | 1821  | 1831  | 1836  | 1841  | 1846  | 1851  |
| ----- | ----- | ----- | ----- | ----- | ----- | ----- | ----- | ----- |
| 1 514 | 1 568 | 1 838 | 1 758 | 1 955 | 2 123 | 2 203 | 2 060 | 2 162 |

| 1856  | 1861  | 1866  | 1872  | 1876  | 1881  | 1886  | 1891  | 1896  |
| ----- | ----- | ----- | ----- | ----- | ----- | ----- | ----- | ----- |
| 2 067 | 1 968 | 2 035 | 2 074 | 2 080 | 2 044 | 2 045 | 2 041 | 2 048 |

| 1901  | 1906  | 1911  | 1921  | 1926  | 1931  | 1936  | 1946  | 1954  |
| ----- | ----- | ----- | ----- | ----- | ----- | ----- | ----- | ----- |
| 1 991 | 1 901 | 1 798 | 1 448 | 1 405 | 1 366 | 1 339 | 1 226 | 1 182 |

| 1962  | 1968  | 1975  | 1982  | 1990  | 1999  | 2005  | 2006  | 2010  |
| ----- | ----- | ----- | ----- | ----- | ----- | ----- | ----- | ----- |
| 1 548 | 1 950 | 1 949 | 1 975 | 1 843 | 1 868 | 1 910 | 1 930 | 2 030 |

| 2015  | 2020  | 2022  | - | - | - | - | - | - |
| ----- | ----- | ----- | - | - | - | - | - | - |
| 2 170 | 2 143 | 2 142 | - | - | - | - | - | - |

### Enseignement
Combronde dépend de l'académie de Clermont-Ferrand. Elle gère une école maternelle et une école élémentaire publiques.
Hors dérogations à la carte scolaire, les élèves poursuivent leur scolarité au collège Diderot, à Aigueperse, puis à Riom, au lycée Virlogeux ou Pierre-Joël-Bonté.

## Économie
Le parc d'activités départemental de l'Aize, a été implanté à Combronde, à proximité de l'échangeur autoroutier de l'A71 et de l'A89 qui représente pour lui un atout important. Ce pôle industriel, créé en 2007, qui accueille déjà le logisticien allemand Dachser et l'entreprise de transport (messagerie) française MTA, monte en puissance avec la construction de l'usine de production de bois massif reconstitué de BCA (Bois Collé d'Auvergne)[réf. incomplète] et l'annonce de l'arrivée en 2012 d'un fabricant d'isolants, le canadien IKO[réf. incomplète],. Le parc est géré par le Syndicat mixte du parc de l'Aize qui associe le conseil général du Puy-de-Dôme et la communauté de communes des Côtes de Combrailles.
Une mine de fluorine située à l'ouest de Combronde a été exploitée en 1958 et 1959, elle livra environ 1 000 tonnes de minerai.

## Culture et patrimoine

### Lieux et monuments

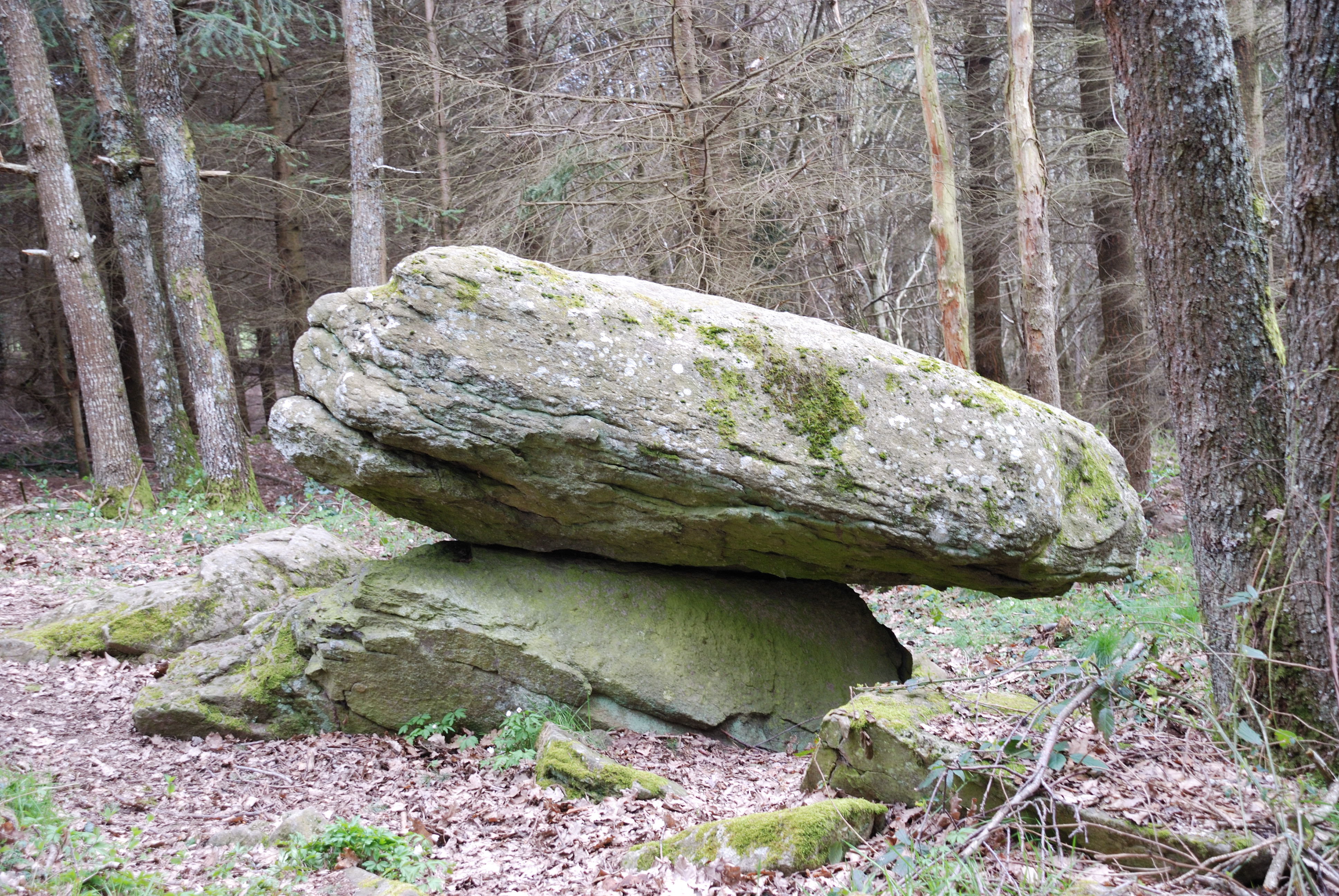
La pierre branlante.

- Église Saint-Genès-le-Comte, XIIe et XIXe siècles.
- Prieuré grandmontain de Chavanon, XIIe siècle.
- Le château des Capponi où est installée la mairie. Les Capponi étaient un rameau installé en France d'une grande famille florentine ; Lorenzo Capponi († 1573 à Lyon) s'installa comme banquier à Lyon. Son descendant Gilbert François de Capponi (1730-1788) acheta le marquisat de Combronde le 14 juin 1764 à la succession du ministre Jean-Jacques Amelot de Chaillou.
- La fontaine Desaix, de style égyptien, réalisée par le sculpteur Michel Channeboux, inaugurée en 1849.
- La pierre branlante, près du hameau des Ballages ; cette pierre bouge lorsqu'on lui applique une poussée.
- Le château de Banson[40].

### Personnalités liées à la commune
- Gilbert du Puy du Fou, baron de Combronde.
- Jean-Jacques Amelot de Chaillou (1689-1749), secrétaire d'État aux Affaires étrangères de 1737 à 1744. Il était marquis de Combronde.
- Antoine, le chanteur, possède une maison dans la commune.
- Loann Goujon, né à Combronde en 1989 : 3e ligne centre de l'équipe de France de rugby.
- Étienne Clémentel, ancien ministre (commerce, industrie, postes) possédait une maison dans ce qui est aujourd'hui l'avenue Étienne-Clémentel.
- Max Menut (Combronde, 27 décembre 1918 – 27 février 1999), résistant — dit Bénévol —  combat entre autres au Mont Mouchet[41].
- Antoine Roux (1821-1887), peintre paysagiste auvergnat.
- Adelita del Campo et Julián Antonio Ramírez, artistes républicains espagnols, ont vécu et se sont mariés dans la commune après la guerre d'Espagne[42].

### Héraldique
D'azur semé de fleurs de lis d'or à la lettre gothique C du même brochant sur le tout.